# Keava
Keava – wieś w Estonii, w prowincji Rapla, w gminie Kehtna.
Znajduje się tu przystanek kolejowy Keava, położony na linii Tallinn – Parnawa/Viljandi.